# Besim Bokshi
Besim Bokshi, född 12 november 1930 i Gjakova i Kosovo, Kungariket Jugoslavien, död 16 augusti 2014, var en albansk poet och språkvetare.
Under barndomen flyttade han och familjen till Albanien och han gick i grundskola där. I vuxen ålder återvände han till Kosovo och påbörjade studier vid Belgrads universitet. Han avlade doktorsexamen i filologi vid Pristina universitet där han även blev lektör.
Bokshi valdes till ordförande i Kosovos akademi för vetenskap och konst. Som språkvetare skrev han ett antal böcker som behandlar det albanska språket.
Hans tankfulla poesi är präglad av känsla och en rikedom av uttryck.